# Slyne Head
Slyne Head är en udde i republiken Irland.   Den ligger i grevskapet County Galway och provinsen Connacht, i den västra delen av landet, 260 km väster om huvudstaden Dublin. Slyne Head ligger på ön Illaunamid.
Terrängen inåt land är mycket platt. Närmaste större samhälle är Clifden, 17,4 km nordost om Slyne Head. 